# Dunapataj
Dunapataj è un comune dell'Ungheria di 3 735 abitanti (dati 2005). È situato nella contea di Bács-Kiskun.

## Geografia fisica
Situato 10 km a nord di Kalocsa. Il Lago Szelid, meta di turismo estivo, è a 4 km.

## Obiettivi Turistici
- Chiesa calvinista del 1400 in stile gotico
- Chiesa di San Giovanni di Nepomuk del 1761.
- Museo di Storia locale

## Festival
La città organizza in luglio e agosto lo Szelidi Summer e in settembre loPataji Autumn